# Aurélien Capoue
Aurélien Capoue (Niort, Francia; 28 de febrero de 1982) es un exfutbolista francés, de origen guadalupeño. Jugaba de volante y su último equipo fue el US Boulogne de Francia, donde se retiró el 2013. Actualmente trabaja como director deportivo del club. 

## Selección nacional
Ha sido internacional con la selección de fútbol de Guadalupe, ha jugado 7 partidos internacionales, sin convertir goles.

## Clubes
| Club                  | País    | Año       |
| --------------------- | ------- | --------- |
| SO Romorantin         | Francia | 2003-2004 |
| FC Nantes             | Francia | 2004-2011 |
| AJ Auxerre (Préstamo) | Francia | 2009-2010 |
| US Boulogne           | Francia | 2011-2013 |

## Vida personal
Forma parte de una familia de futbolistas, la cual incluye a su hermano Étienne Capoue entre otros.